# Gnophos glaucinaria
Gnophos glaucinaria là một loài bướm đêm trong họ Geometridae.